# Nastimir Ananiew
Nastimir Ananiew (bulgarisch Настимир Ананиев Ананиев, englisch Nastimir Ananiev Ananiev; * 17. Juli 1975 in Sofia) ist ein bulgarischer Politiker (Volt). Von 2014 bis 2017 vertrat er die Bewegung „Bulgarien der Bürger“ in der bulgarischen Nationalversammlung. 2018 gründete er Volt Bulgarien und trat für die Partei als Spitzenkandidat bei der Europawahl 2019 an. Bei den Parlamentswahlen im November 2021 wurde er als Spitzenkandidat seiner Partei erneut ins Abgeordnetenhaus gewählt.

## Biografie
Nastimir Ananiew wurde 1975 in der bulgarischen Hauptstadt Sofia geboren. Am Griffith College in Irland schloss Ananiew einen Bachelor in Betriebswirtschaftslehre und an der Amerikanischen Universität in Bulgarien einen Master in Betriebswirtschaftslehre. Außerdem ist er Absolvent des Programms Leadership, Organization and Action an der Harvard Kennedy School. Von 1997 bis 2008 lebte er in Irland und war Marketingdirektor für Mittel- und Osteuropa Griffith College. 2012 war er Mitgründer der Partei Bewegung Bulgarien der Bürger und wurde 2014 als Teil der Koalition Reformblock als Abgeordneter in die 43. Nationalversammlung gewählt. Dort war unter anderem Vorsitzender des Ausschusses für Verkehr, Informationstechnologie und Kommunikation. 2017 verließ er die Bewegung Bulgarien der Bürger und seine Position als stellvertretender Vorsitzender der Partei aufgrund des schwachen Ergebnisses der Parlamentswahlen 2017 und der mangelnden persönlichen Verantwortung des Vorsitzenden Najden Selenogorski.
Im Jahr 2018 trat er der paneuropäischen Partei Volt Europa bei und gründete den bulgarischen Ableger Volt Bulgarien, deren Vorsitzender er anschließend wurde. Bei der Europawahl 2019 war er Spitzenkandidat von Volt, ebenso bei den 3 Parlamentswahlen 2021 (Im April und Juli als Teil des Bündnis Aufstehen! Mafia raus! und im November als Teil der Koalition Wir setzen den Wandel fort). Im November 2021 wurde er als Abgeordneter der für Volt auf der Liste Wir setzen den Wandel fort wiedergewählt. Bei den Parlamentswahlen 2022 und 2023 wurde er für seine dritte und vierte Amtszeit wiedergewählt und ist seit der letzten Wahl der einzige Abgeordnete von Volt Bulgarien im Parlament.

## Politische Positionen
Ananiew setzt sich gegen Korruption und  den Missbrauch von EU-Förderprogrammen in Bulgarien ein. Daneben hält er die Altersarmut und das schlechte Gesundheitssystem in Bulgarien für die größten Herausforderungen des Landes. 2019 organisierte Ananiew Proteste gegen die geplante Wahlrechtsreform, da er befürchtete, dass mit dieser Wahlmanipulation einfacher werden würde. Außerdem setzt er sich für einfachere Möglichkeiten der Stimmabgabe für im Ausland lebende Bulgaren ein.
Er unterstützt die Einführung des Euro in Bulgarien.